# Искры из глаз
«Искры из глаз» (англ. The Living Daylights) — пятнадцатый фильм о похождениях британского агента Джеймса Бонда — героя рассказов Яна Флеминга (бондиада). Первый фильм серии для исполнителя главной роли Тимоти Далтона и последний, снятый на тему «холодной войны».
Название фильма отсылает к английской идиоме. Бонд произносит фразу Whoever she was, it must have scared the living daylights out of her, что можно перевести как Кем бы она ни была, она, должно быть, напугана до смерти/до потери сознания.

## Сюжет
В прологе фильма три агента британской спецслужбы МИ-6 (002, 004 и 007 — Джеймс Бонд) выполняют тренировочное задание на военной базе в Гибралтаре. Они должны тайно десантироваться на неё с военного самолёта и захватить важный объект. Охрана в случае их обнаружения стреляет в них красной краской. Агенты решают действовать раздельно. Одного из них быстро обнаруживает охрана и «убивает» краской. У Бонда и третьего агента всё идёт хорошо, но вдруг на базе появляется агент КГБ, который убивает охранника и агента МИ-6 и оставляет записку «Smiert spionam». Агент КГБ убивает ещё одного охранника и угоняет грузовик. Бонд кидается в погоню. После ожесточённой драки в грузовике тот падает со скалы в море и взрывается, агент КГБ погибает, а Бонд спасается с помощью парашюта. 
После этого Бонда вызывают на задание в Чехословакию. Он должен помочь молодому резиденту МИ-6 Сондерсу осуществить побег генерала КГБ Георгия Коскова на запад. Тот пошёл на музыкальный концерт, и его охраняют люди КГБ и снайпер КГБ. Косков в перерыве идёт в туалет и через окно сбегает от своих телохранителей. Он должен добежать до временной конспиративной квартиры МИ-6, где его ждут Сондерс и Бонд. Агент 007 прикрывает генерала из снайперской винтовки. У него задание: убить снайпера. Но Бонд видит, что снайпер — женщина-виолончелистка с концерта и стреляет мимо, в оружие виолончелистки, легко ранив её, за что на него сердится Сондерс. Бонд отвозит Коскова на приграничную с Австрией станцию на газопроводе. Там у МИ-6 есть свой человек, который помогает в специальном устройстве провести Коскова через границу. В Австрии генерала уже ждут люди из МИ-6.
Джеймс Бонд прилетает в Лондон, где просит Манипенни узнать о снайпере. 007 думает, что она не профессионал. После этого Бонд едет в пригород Лондона, где в замке располагается хорошо охраняемая база МИ-6, куда доставили Коскова. Бонд привозит ему еду и слушает показания Коскова, в которых он рассказывает об операции КГБ против МИ-6 под названием «Смерть шпионам» а также о планах нового главы КГБ — генерала Пушкина. Вскоре после отъезда Бонда и М на базу проникает меняющий маскировку агент КГБ, который громит замок, убивает несколько человек охраны, и, воспользовавшись суматохой, захватывает Коскова, на угнанном вертолёте скорой помощи улетает в неизвестном направлении.
Бонд отправляется в Лондон, где Манипенни говорит, что снайпера зовут Кара Милови, она живёт в Братиславе. Q даёт Бонду новую машину, начинённую секретными приборами и оружием — «Астон Мартин» — и искатель ключей со слезоточивым газом и мини-взрывчаткой. Бонд отправляется в Братиславу, где находит Кару Милови. Там он узнаёт, что она любовница Коскова, и что генерал попросил её стрелять в него холостыми патронами, подставляя её под угрозу. Бонд понимает, что побег Коскова — инсценировка. Они с Карой сбегают из Чехословакии в Австрию, хотя за ними гонится полиция. 
Тем временем в город Танжер, Марокко прибывает генерал Пушкин. Он встречается с американским торговцем оружием Брэдом Уитекером и отменяет сделку по продаже новых видов вооружения, которая была заключена Косковым и Уитекером. 
Обсуждая срыв сделки, Уитекер и Косков, который в действительности инсцинировал  свое похищение КГБ при помощи своего подручного, Некроса, решают устранить генерала  Пушкина руками МИ-6.
Хотя Уитекер скептичен, Косков считает, что убийство агентов Ми-6 подстегнет их на убийство генерала Пушкина. 
В Вене Бонду помогает Сондерс. Он узнаёт, что виолончель Страдивари, которую Каре подарил Косков, была приобретена в Нью-Йорке на аукционе торговцем оружием Брэдом Уитекером. Сондерс достаёт Бонду два билета в город Танжер в Марокко, где находится генерал Пушкин. После этого Некрос, следивший за агентами, убивает Сондерса, взорвав взрывчатку на двери кафе. Он оставляет сообщение на шарике: «Смерть шпионам». 
Бонд и Кара отправляются в Танжер. Пока Кара сидит в отеле, 007 едет к генералу Леониду Пушкину. После разговора с ним Бонд окончательно понимает, что Косков предал и КГБ, и МИ-6, что он строит планы с Брэдом Уитекером по организации войны между Великобританией и СССР, и что он хочет смерти генерала Пушкина.
Бонд организовывает инсценировку гибели Пушкина на выступлении. Бонд убегает от полиции, но его захватывают агенты ЦРУ. Бонд заявляет своему другу, агенту ЦРУ Феликсу Лейтеру, что смерть Пушкина была инсценирована. Его отпускают. Кара Милови в это время звонит Уитекеру и разговаривает с Косковым, не подозревая, что он ведёт двойную игру, и выдаёт своё местонахождение. Она усыпляет Бонда, но тот успевает ей сказать всё о Коскове.
Бонда и Кару сажают на самолёт и вместе с Косковым везут на советскую базу в Афганистане, где много лет идёт война. Бонда и Кару сажают в камеру, но им удаётся сбежать с базы вместе с Камраном Шахом — одним из военачальников армии моджахедов. Они отправляются в афганский город, где Шах предлагает Бонду и Каре переправить их в Европу, но Бонд хочет снова проникнуть на базу. Он узнаёт, что Косков за бриллианты покупает от моджахедов опиум-сырец. Джеймс закладывает бомбу в один из мешков с опиумом и кладёт её на самолёт, который должен отправиться с Косковым обратно в Танжер.
В это время моджахеды атакуют советскую базу, начинается бой. Бонду и Каре приходится улетать на самолёте, где заложена бомба. При попытке обезвредить бомбу на Бонда нападает проникший на самолёт Некрос, однако Бонду удаётся скинуть его с летящего самолёта и сбросить бомбу на мост, по которому наступают советские солдаты, но обнаруживается, что в топливном баке полно дырок, и в самолёте скоро закончится топливо. Джеймс Бонд и Кара с трудом спасаются из падающего самолёта. После этого Бонд направляется во владения Уитекера в Танжере. Бонд проникает туда при помощи Лейтера. Узнав от Бонда, что он уничтожил груз опиума, Уитекер завязывает перестрелку, однако Бонду удаётся убить Уитекера, обрушив на него бюст Веллингтона. Коскова арестовывают люди КГБ во главе с Пушкиным. После этого Кара отправляется в мировое турне, и на одно из выступлений прибывают M, бывший глава КГБ — Гоголь, Пушкин, Камран Шах и Джеймс Бонд.

## В ролях
А вот Далтон с ролью так и не справился. Он очень серьезно промахнулся: человек, который играет Бонда, должен быть опасным. Без этого чувства постоянной угрозы невозможно быть крутым.
| Актёр             | Роль                              |
| ----------------- | --------------------------------- |
| Тимоти Далтон     | Джеймс Бонд                       |
| Кэролайн Блисс    | мисс Манипенни                    |
| Роберт Браун      | M                                 |
| Десмонд Ллевелин  | Q                                 |
| Джон Терри        | Феликс Лейтер                     |
| Джеффри Кин       | министр обороны сэр Фредерик Грей |
| Джо Дон Бейкер    | Брэд Уитакер                      |
| Мэриам д’Або      | Кара Миловы                       |
| Арт Малик         | Камран Шах                        |
| Йерун Краббе      | генерал Георгий Косков            |
| Джон Рис-Дэвис    | генерал Леонид Пушкин             |
| Уолтер Готелл     | генерал Анатолий Гоголь           |
| Андреас Вишневски | Некрос                            |
| Томас Уитли       | Сондерс                           |
| Джули Уоллес      | Росика Миклош                     |
| Вирджиния Хей     | Рубавич, девушка генерала Пушкина |
| Билл Уэстон       | дворецкий                         |
| Энтони Кэррик     | секретарь                         |
| Кэтрин Раббет     | Лиз                               |
| Дулис Лесьер      | Ава                               |
| Алан Талбот       | помощник Коскова                  |
| Карл Ригг         | агент КГБ Притворщик 00           |
| Джон Боу          | полковник Фёдор                   |
| Кен Шаррок        | тюремщик                          |
| Надим Савалья     | шеф безопасности в Танжере        |
| Тони Сайрес       | вождь Снежных Леопардов           |

## Саундтрек
Одиннадцатый и последний саундтрек, написанный композитором Джоном Барри. Нововведением стало применение электронных сэмплов. Песню «The Living Daylights» записала группа A-ha. Продюсеры серии, были уверены, что именно A-ha окажет влияние на чарты и «The Living Daylights» стала популярна во многих странах. Оригинальный саундтрек, выпущенный Warner Bros.Records.

## Гонорары и съёмки
И венские, и братиславские эпизоды фильма были сняты в Вене, в частности, в качестве концертного зала в Братиславе в начале фильма используется здание Венской народной оперы. Несмотря на начавшуюся в связи с перестройкой в СССР разрядку международной напряженности, провести съемки в социалистической Чехословакии было нереально. Гонорар Далтона составил 3 000 000 $ (500 000 $ за каждый месяц съёмок). 